# Nyugat-ázsiai labdarúgó-bajnokság
A Nyugat-ázsiai labdarúgó-bajnokság (angolul: WAFF Championship) egy a WAFF által kiírt nemzetközi labdarúgótorna nyugat-ázsiai labdarúgó-válogatottak számára.
A férfiaknak, 2000-ben. a nőknek 2005-ben volt az első torna.
Férfiaknál a jelenlegi címvédő Bahrein, a legsikeresebb Irán csapata 4 győzelemmel.
Nőknél a jelenlegi címvédő és egyben legeredményesebb csapat Jordánia 4 győzelemmel.

## Férfi torna
| Év             | Rendező     |           | Döntő        | Döntő      | Döntő        |                      | Bronzmérkőzés | Bronzmérkőzés | Bronzmérkőzés |
| Év             | Rendező     | Győztes   | Eredmény     | Döntős     | 3. helyezett | Eredmény             | 4. helyezett  |               |               |
| 2000 Részletek | Ammán       | · Irán    | 1 - 0        | · Szíria   | · Irak       | 4 - 1                | · Jordánia    |               |               |
| 2002 Részletek | Damaszkusz  | · Irak    | 3 - 2 (h.u.) | · Jordánia | · Irán       | 2 - 2 (4 - 2) (b.u.) | · Szíria      |               |               |
| 2004 Részletek | Teherán     | · Irán    | 4 - 1        | · Szíria   | · Jordánia   | 3 - 1                | · Irak        |               |               |
| 2007 Részletek | Ammán       | · Irán    | 2 - 1        | · Irak     | · Jordánia   | n.r.                 | · Szíria      |               |               |
| 2008 Részletek | Teherán     | · Irán    | 2 - 1        | · Jordánia | · Szíria     | n.r.                 | · Katar       |               |               |
| 2010 Részletek | Ammán       | · Kuvait  | 2 - 1        | · Irán     | · Jemen      | n.r.                 | · Irak        |               |               |
| 2012 Részletek | Kuvaitváros | · Szíria  | 1 - 0        | · Irak     | · Omán       | 1 - 0                | · Bahrein     |               |               |
| 2014 Részletek | Doha        | · Katar   | 2 - 0        | · Jordánia | · Bahrein    | 0 - 0 (3-2)(b.u.)    | · Kuvait      |               |               |
| 2019 Részletek | Irak        | · Bahrein | 1 - 0        | · Irak     | · Palesztina | n.r.                 | · Jordánia    |               |               |

- h.u. – hosszabbítás után
- b.u. – büntetők után
- n.r. – nem rendeztek bronzmérkőzést

## Éremtáblázat
| Poz. | Ország   |   |   |   |   |
| ---- | -------- | - | - | - | - |
| 1.   | Irán     | 4 | 1 | 1 | 6 |
| 2.   | Irak     | 1 | 2 | 1 | 4 |
| 3.   | Szíria   | 1 | 2 | 0 | 3 |
| 4.   | Katar    | 1 | 0 | 0 | 1 |
| 4.   | Kuvait   | 1 | 0 | 0 | 1 |
| 5.   | Jordánia | 0 | 3 | 1 | 4 |
| 6.   | Bahrein  | 0 | 0 | 1 | 1 |
| 6.   | Omán     | 0 | 0 | 1 | 1 |

## Női torna
| Év             | Rendező                 |                           | Döntő          | Döntő        | Döntő        |                | Bronzmérkőzés             | Bronzmérkőzés | Bronzmérkőzés |
| Év             | Rendező                 | Győztes                   | Eredmény       | Döntős       | 3. helyezett | Eredmény       | 4. helyezett              |               |               |
| 2005 Részletek | Jordánia                | · Jordánia                | csoportkör     | · Irán       | · Szíria     | csoportkör     | · Bahrein                 |               |               |
| 2007 Részletek | Jordánia                | · Jordánia                | csoportkör     | · Irán       | · Libanon    | csoportkör     | · Szíria                  |               |               |
| 2010 Részletek | Egyesült Arab Emírségek | · Egyesült Arab Emírségek | 1–0            | · Jordánia   | · Bahrein    | 3–0            | · Palesztina              |               |               |
| 2011 Részletek | Egyesült Arab Emírségek | · Egyesült Arab Emírségek | 2–2 (6–5 b.u.) | · Irán       | · Bahrein    | 0–0 (4–3 b.u.) | · Jordánia                |               |               |
| 2014 Részletek | Jordánia                | · Jordánia                | csoportkör     | · Palesztina | · Bahrein    | csoportkör     | · Katar                   |               |               |
| 2019 Részletek | Bahrein                 | · Jordánia                | csoportkör     | · Bahrein    | · Libanon    | csoportkör     | · Egyesült Arab Emírségek |               |               |

- h.u. – hosszabbítás után
- b.u. – büntetők után

## Éremtáblázat
| Poz. | Ország                  |   |   |   |   |
| ---- | ----------------------- | - | - | - | - |
| 1.   | Jordánia                | 4 | 1 | 0 | 5 |
| 2.   | Egyesült Arab Emírségek | 2 | 0 | 0 | 2 |
| 3.   | Irán                    | 0 | 3 | 0 | 3 |
| 4.   | Palesztina              | 0 | 1 | 0 | 1 |
| 5.   | Bahrein                 | 0 | 1 | 3 | 4 |
| 6.   | Szíria                  | 0 | 0 | 1 | 1 |
| 6.   | Libanon                 | 0 | 0 | 2 | 2 |